# Makihara Noriyuki Concert Tour 2013 "Dawn Over the Clover Field"
『Makihara Noriyuki Concert Tour 2013 "Dawn Over the Clover Field"』（マキハラ・ノリユキ・コンサート・ツアー・2013 ドーン オーバー ザ クローバー フィールド）は、槇原敬之の15作目の映像作品。2013年10月16日に Buppuレーベルから発売された。

## 概要
2012年12月19日発売アルバム『Dawn Over the Clover Field』を引っ提げ、2013年2月23日にさいたま市文化センターからスタートし、同年6月2日の大阪フェスティバルホールまで累計10万人以上を動員、全51公演を回った「Makihara Noriyuki Concert Tour 2013 "Dawn Over the Clover Field"」の2013年4月21日に東京国際フォーラム・ホールAにて行われた公演の模様を収録したライブDVD。
特典映像として、スペースシャワーTVによって2012年11月1日開催の一夜限りのプレミアム・ライブ『SPACE SHOWER TV“LIVE with YOU”〜槇原敬之〜』をノーカットで収録。

## 収録内容（DVD）

### Disc.1
1. Shooting Stars Over the Clover Field
2. Theme Song
3. キミノイイトコロ
4. Birds Stop Twittering Tonight
5. Season's Greeting
6. ファミレス
7. 祈りの歌が聞こえてくる
8. 花水木
9. Remember My Name
10. モンタージュ
11. 遠く遠く
12. ゼイタク
13. LOTUS IN THE DIRT
14. 恋する心達のために
15. Hungry Spider
16. まったくどうにもまいっちゃうぜ
17. 明けない夜が来ることはない
18. 四つ葉のクローバー
19. Flying Angels

### Disc.2
1. MILK(Encore)
2. Boys & Girls!(Encore)
3. Curtain Call (Encore)

〈スペシャル特典映像〉
SPACE SHOWER TV“LIVE with YOU”〜槇原敬之〜